# Би Ти Ви Комеди
bTV Comedy (произнася се Би-Ти-Ви Комеди) е български телевизионен канал, ориентиран към семейната аудитория, излъчващ главно комедийна програма. Част е „БТВ Медиа Груп“, собственост на Central European Media Enterprises.

## За телевизията
През 1994 г. стартира информационната софийска телевизия Триада, собственост на Триада Комюникейшънс. Каналът стартира на мястото на френската TV5 Monde за България и излъчва международни новини и част от програмата на CNN International, част от която с превод на български език и собствена продукция на Триада Комюникейшънс, собственост на Красимир Гергов. След закриването на българския клон на CNN медията е преименувана на GTV (обявявана понякога като The Good Television, също известна и като Гергов ТВ) и продължава да излъчва ефирно за град София и региона от 1 септември 2005 г. Излъчва основно филми и сериали от комедийния жанр. След придобиването на дял от BTV от страна на Гергов е преименувана на bTV Comedy на 1 октомври 2009 г.
От 7 октомври 2012 г. преминава към излъчване с формат на картината 16:9. От 1 януари 2016 г. bTV Comedy се излъчва в платената онлайн платформата на „БТВ Медиа Груп“ – VOYO, в HD качество, и от 6 юли 2018 г. – в мрежата на VIVACOM в HD качество.